# Judo-Europameisterschaften 2008
Die Judo-Europameisterschaften fanden vom 11. bis 13. April 2008 in Lissabon statt.

## Männer

### −60 kg
| Platz | Land | Sportler             |
| ----- | ---- | -------------------- |
| 1     | AUT  | Ludwig Paischer      |
| 2     | NED  | Ruben Houkes         |
| 3     | GRE  | Lavrentis Alexanidis |
| 3     | GEO  | Nestor Khergiani     |
| 5     | RUS  | Ruslan Kischmachow   |
| 5     | ISR  | Gal Yekutiel         |
| 7     | ARM  | Howhannes Dawtjan    |
| 7     | CZE  | Pavel Petřikov       |

### −66 kg
| Platz | Land | Sportler            |
| ----- | ---- | ------------------- |
| 1     | GEO  | Zaza Kedelashvili   |
| 2     | HUN  | Miklós Ungvári      |
| 3     | POR  | Pedro Dias          |
| 3     | RUS  | Alim Gadanov        |
| 5     | FRA  | Sébastien Berthelot |
| 5     | NED  | Dex Elmont          |
| 7     | AZE  | Ramil Gasimov       |
| 7     | ARM  | Armen Nasarjan      |

### −73 kg
| Platz | Land | Sportler              |
| ----- | ---- | --------------------- |
| 1     | NED  | Dirk Van Tichelt      |
| 2     | ESP  | Kiyoshi Uematsu       |
| 3     | HUN  | Ákos Braun            |
| 3     | GEO  | David Kevkhishvili    |
| 5     | CZE  | Jaromír Ježek         |
| 5     | ITA  | Marco Maddaloni       |
| 7     | BIH  | Mitar Mrdić           |
| 7     | BLR  | Kanstantsin Siamionau |

### −81 kg
| Platz | Land | Sportler                |
| ----- | ---- | ----------------------- |
| 1     | POR  | João Neto               |
| 2     | NED  | Guillaume Elmont        |
| 3     | BLR  | Mikalaj Barkouski       |
| 3     | ITA  | Giuseppe Maddaloni      |
| 5     | LAT  | Konstantīns Ovčiņņikovs |
| 5     | ISR  | Avisar Sheinmann        |
| 7     | GEO  | Giorgi Baindurashvili   |
| 7     | EST  | Aleksei Budõlin         |

### −90 kg
| Platz | Land | Sportler            |
| ----- | ---- | ------------------- |
| 1     | NED  | Mark Huizinga       |
| 2     | AZE  | Elxan Məmmədov      |
| 3     | BLR  | Andrej Kasussjonak  |
| 3     | GEO  | Irakli Tsirekidze   |
| 5     | ESP  | David Alarza        |
| 5     | ITA  | Roberto Meloni      |
| 7     | FRA  | Matthieu Dafreville |
| 7     | POR  | Hugo Silva          |

### −100 kg
| Platz | Land | Sportler              |
| ----- | ---- | --------------------- |
| 1     | NED  | Henk Grol             |
| 2     | POL  | Przemysław Matyjaszek |
| 3     | GER  | Benjamin Behrla       |
| 3     | ISR  | Ariel Zeevi           |
| 5     | GBR  | Peter Cousins         |
| 5     | FRA  | Christophe Humbert    |
| 7     | POR  | João Taveira          |
| 7     | LTU  | Egidijus Žilinskas    |

### +100 kg
| Platz | Land | Sportler               |
| ----- | ---- | ---------------------- |
| 1     | RUS  | Tamerlan Tmenow        |
| 2     | ITA  | Paolo Bianchessi       |
| 3     | FRA  | Pierre Robin           |
| 3     | UKR  | Jewhen Sotnykow        |
| 5     | GEO  | Lascha Gudschedschiani |
| 5     | BLR  | Yury Rybak             |
| 7     | LTU  | Marius Paškevičius     |
| 7     | POL  | Janusz Wojnarowicz     |

## Damen

### −48 kg
| Platz | Land | Sportler                |
| ----- | ---- | ----------------------- |
| 1     | ROU  | Alina Alexandra Dumitru |
| 2     | FRA  | Frédérique Jossinet     |
| 3     | HUN  | Éva Csernoviczki        |
| 3     | POR  | Ana Hormigo             |
| 5     | RUS  | Liudmila Bogdanova      |
| 5     | BLR  | Volha Leshchanka        |
| 7     | ESP  | Vanesa Comeron          |
| 7     | ITA  | Valentina Moscatt       |

### −52 kg
| Platz | Land | Sportler           |
| ----- | ---- | ------------------ |
| 1     | ESP  | Ana Carrascosa     |
| 2     | GER  | Romy Tarangul      |
| 3     | ROM  | Ioana Dinea        |
| 3     | SVN  | Petra Nareks       |
| 5     | FRA  | Audrey La Rizza    |
| 5     | GBR  | Georgina Singleton |
| 7     | BEL  | Ilse Heylen        |
| 7     | FIN  | Jaana Sundberg     |

### −57 kg
| Platz | Land | Sportler           |
| ----- | ---- | ------------------ |
| 1     | AUT  | Sabrina Filzmoser  |
| 2     | ESP  | Isabel Fernández   |
| 3     | AZE  | Kifayət Qasımova   |
| 3     | FRA  | Barbara Harel      |
| 5     | SRB  | Radmila Perišić    |
| 5     | ITA  | Giulia Quintavalle |
| 7     | ROM  | Corina Căprioriu   |
| 7     | POR  | Joana Ramos        |

### −63 kg
| Platz | Land | Sportler             |
| ----- | ---- | -------------------- |
| 1     | FRA  | Lucie Décosse        |
| 2     | GER  | Claudia Malzahn      |
| 3     | ISR  | Alice Schlesinger    |
| 3     | SLO  | Urška Žolnir         |
| 5     | GRE  | Ioulietta Boukouvala |
| 5     | GBR  | Sarah Clark          |
| 7     | CRO  | Marijana Mišković    |
| 7     | CZE  | Andrea Pokorna       |

### −70 kg
| Platz | Land | Sportler          |
| ----- | ---- | ----------------- |
| 1     | ITA  | Ylenia Scapin     |
| 2     | ESP  | Leire Iglesias    |
| 3     | FRA  | Gévrise Émane     |
| 3     | GER  | Kerstin Thiele    |
| 5     | RUS  | Julija Kusina     |
| 5     | HUN  | Anett Mészáros    |
| 7     | BEL  | Catherine Jacques |
| 7     | SVN  | Raša Sraka        |

### −78 kg
| Platz | Land | Sportler              |
| ----- | ---- | --------------------- |
| 1     | GER  | Heide Wollert         |
| 2     | RUS  | Vera Moskalyuk        |
| 3     | POR  | Yahima Ramirez        |
| 3     | ESP  | Esther San Miguel     |
| 5     | BLR  | Sviatlana Tsimashenka |
| 5     | NED  | Claudia Zwiers        |
| 7     | FRA  | Stéphanie Possamaï    |
| 7     | POL  | Katarzyna Wrobel      |

### +78 kg
| Platz | Land | Sportler             |
| ----- | ---- | -------------------- |
| 1     | FRA  | Anne-Sophie Mondière |
| 2     | RUS  | Tea Donguzashvili    |
| 3     | GER  | Franziska Konitz     |
| 3     | SVN  | Lucija Polavder      |
| 5     | GBR  | Sarah Adlington      |
| 5     | ITA  | Michela Torrenti     |
| 7     | BLR  | Yuliya Barysik       |
| 7     | BUL  | Zwetana Boschilowa   |

## Medaillenspiegel
| Platz | Land          | Gold | Silber | Bronze | Gesamt |
| ----- | ------------- | ---- | ------ | ------ | ------ |
| 1     | Niederlande   | 2    | 2      | 0      | 4      |
| 2     | Frankreich    | 2    | 1      | 3      | 6      |
| 3     | Österreich    | 2    | 0      | 0      | 2      |
| 4     | Spanien       | 1    | 3      | 1      | 5      |
| 5     | Deutschland   | 1    | 2      | 3      | 6      |
| 6     | Russland      | 1    | 2      | 1      | 4      |
| 7     | Italien       | 1    | 1      | 1      | 3      |
| 8     | Georgien      | 1    | 0      | 0      | 1      |
| 8     | Portugal      | 1    | 0      | 3      | 4      |
| 10    | Rumänien      | 1    | 0      | 1      | 2      |
| 11    | Belgien       | 1    | 0      | 0      | 1      |
| 12    | Ungarn        | 0    | 1      | 2      | 3      |
| 13    | Aserbaidschan | 0    | 1      | 1      | 2      |
| 14    | Polen         | 0    | 1      | 0      | 1      |
| 15    | Slowenien     | 0    | 0      | 3      | 3      |
| 16    | Belarus       | 0    | 0      | 2      | 2      |
| 16    | Israel        | 0    | 0      | 2      | 2      |
| 18    | Griechenland  | 0    | 0      | 1      | 1      |
| 18    | Ukraine       | 0    | 0      | 1      | 1      |